# Antonio Aldape
Antonio Aldape Chávez (20 november 1978) is een Mexicaans voormalig wielrenner. Hij was in 2003 Mexicaans kampioen op de weg.
Antonio Aldape is de oudere broer van oud-wielrenner Moisés Aldape.

## Belangrijkste overwinningen
2003
- Mexicaans kampioen op de weg, Elite

2006
- 5e etappe Ronde van Oaxaca

2007
- 6e etappe deel A Doble Copacabana GP Fides

2008
- 6e etappe Ronde van Mexico